# Needing/Getting
«Needing/Getting» es un sencillo que forma parte del álbum Of the blue colour of the sky. Fue sacado en febrero de 2012 por la banda estadounidense OK Go como anuncio para la Super Bowl XLVI, y el videoclip muestra a la banda "interpretando" la canción a la par que conduce un Chevy Sonic a través de una pista de rally, golpeando los instrumentos musicales en los lados del curso con extensiones desde el coche para crear la música de la canción.

## Canción
"Needing/Getting" está escrito por Damian Kulash y Tim Nordwind, y fue lanzado originalmente como la cuarta pista de su álbum Of the blue colour of the sky. Las letras reflejan la vida de una persona que desea estar en una relación con alguien que no está interesado y expresa la estupidez de esperar a que esa persona se enamore de él. NME describió la canción como "bastante agradable" y «un punto culminante de un disco relativamente mediocre». The Boston Globe creía que la banda estaba «tratando distanciarse de sus raíces pop de una manera demasiado dura, intentando ser tomada en serio con el "fuzz guitar" artístico de la canción».

## Vídeo musical
El video musical fue lanzado en febrero de 2012 y fue dirigida por Brian L. Perkins, quien había dirigido previamente la versión uno de «This too shall pass». El vídeo es patrocinado por Chevrolet, y cuenta con su Sonic. En el vídeo, el coche, después de haber sido equipado con numerosas armas neumáticas y dispositivos, es conducido a través de un campo de rally especialmente con un coche diseñado por el cantante Damian Kulash, con los miembros de la banda como pasajeros. Durante el curso, Se alinearon varios instrumentos musicales a los lados del curso, incluyendo pianos, guitarras, tarros de vidrio, plástico y tambores, la disposición y puesta a punto de estos instrumentos crean la melodía de la canción como las unidades de coches de ellos . El video se estrenó en MTV el 5 de febrero, con una versión editada se muestra durante el Super Bowl XLVI el mismo día.
La idea para el vídeo fue inspirado en la versión en del de Rube Goldberg «This Too Shall Pass», en cuyo videoclip, algunos de los accesorios de la máquina de Rube Goldberg había desempeñado una melodía al ritmo de la música. El uso de un coche para que la música había sido también una idea jugaba por la banda, pero reconoció que tal requeriría una inversión monetaria para el coche y otros factores. En un principio, Kulash tuvo la idea de conducir un coche en una pista oval con curvas peraltadas, con la acción de correr el coche a través de los instrumentos que la música, pero a la luz de la aspiración a tener una carrera de una toma, esto fue considerado demasiado difícil. El concepto de un curso de coches de rally llevó a cabo a partir de esta idea, utilizando las diversas etapas del curso para asignar a ciertos estrofas de la canción.
En las secciones de coro de la canción, Kulash condujo el Sonic a través de un túnel equipado con varios instrumentos caseros, como pipas, tambores, tapacubos, y tarros de vidrio, con armas neumáticas y extensiones del coche para golpear a estos para generar música del vídeo.
El vídeo, subido a YouTube después de emitirse durante el Super Bowl, recibió 5 millones de visitas en ese mismo día, y superó 13 millones visitas en menos de dos semanas. Curtis Silver, de la revista Wired, habló del vídeo llamándolo "mediocre". Kulash, al igual que otros periodistas, se defendieron de las reacciones y críticas de los fanes, decepcionados después de que el grupo se "vendiera" a los intereses comerciales en los últimos vídeos, pese a que Damian declaraba que no se puso demasiado énfasis en la marca.